# 長津湖之水門橋
《長津湖之水門橋》（英語：The Battle at Lake Changjin II）是2022年中国大陆歷史战争片，2021年電影《長津湖》續集，陈凯歌、徐克、林超贤执导，吴京、易烊千玺主演，段奕宏特别出演。该片是庆祝中国共产党成立100周年献礼片，以朝鲜战争期间的长津湖战役为原型改编的电影。電影定於2022年農曆新年大年初一（2月1日）上映。

## 剧情

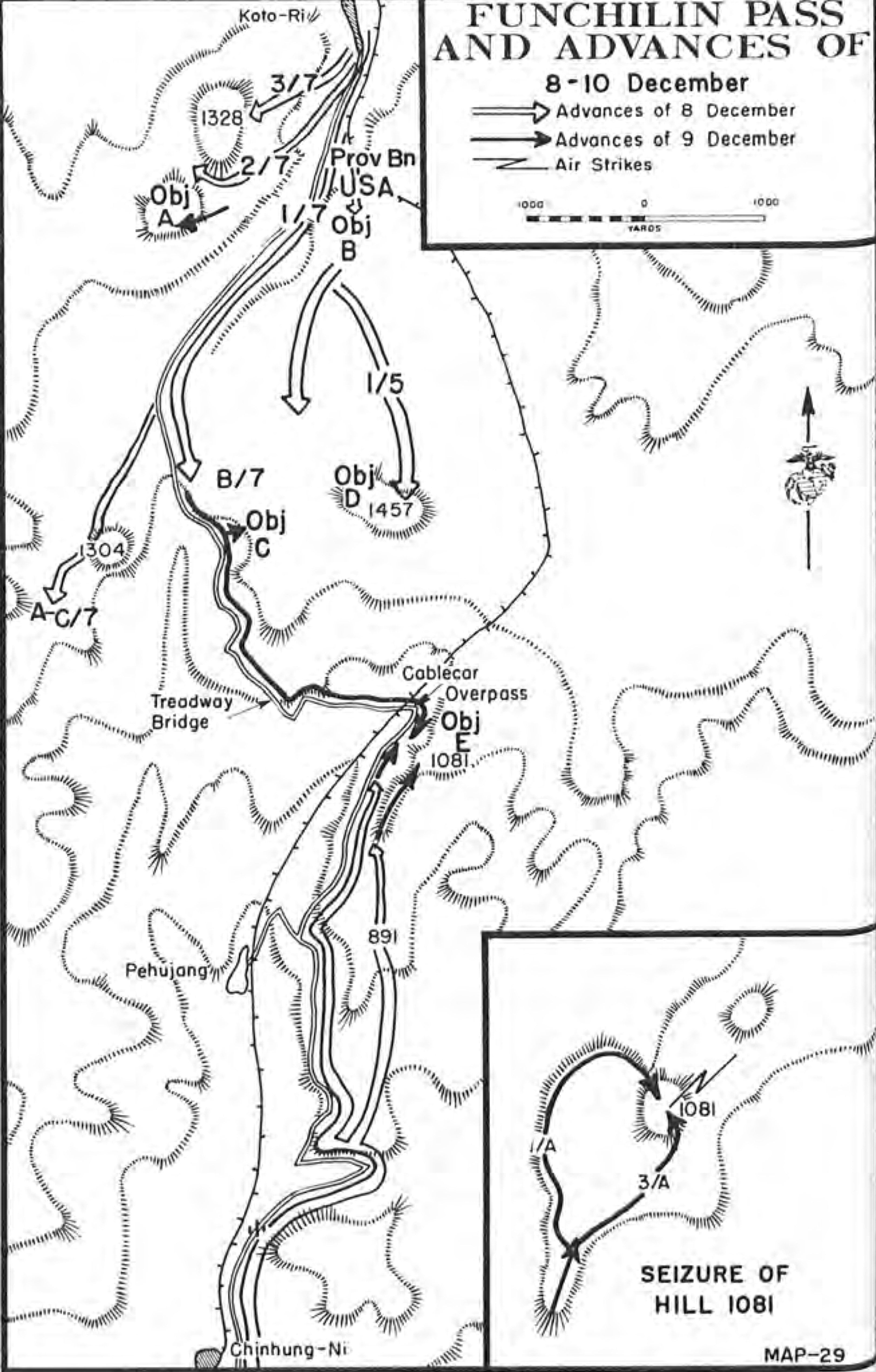
黃草嶺附近的戰鬥。水門橋在地圖上叫Threadway Bridge

完成了新兴里和下碣隅里战事的中国人民志愿军七连来到扼守美陆战一师撤退路线咽喉的水门桥，阻击美军。
長津湖是朝鮮北部長津郡的一個人工湖，水門橋是黃草嶺水電站水門上的橋，名稱來自美陸戰一師第1工兵營日誌，該橋被志願軍炸斷後，美軍在12月7日用運輸機空投車轍橋組件重建，故美軍地圖上也稱為車轍橋（Threadway Bridge）。水门桥阻击美军是虛構的剧情，長津湖戰役時志愿军20军的阻击兵力主要用于黃草嶺北侧山口的1304高地，南侧山口的堡后庄以及1081高地等。美軍並沒有派兵防守水门桥，只有工兵营不停修橋修路。

## 演员
| 演员     | 角色   | 介绍                                         | 备注         |
| -------- | ------ | -------------------------------------------- | ------------ |
| 吴京     | 伍千里 | 七连连长                                     | 原型为李昌言 |
| 易烊千玺 | 伍万里 | 七连炮排战士，伍千里的弟弟                   |              |
| 段奕宏   | 谈子为 | 三营营长                                     |              |
| 朱亚文   | 梅生   | 七连指导员                                   |              |
| 李晨     | 余从戎 | 七连火力排排长                               |              |
| 韩东君   | 平河   | 七连狙击手                                   |              |
| 杨一威   | 何长贵 | 七连三排排长                                 |              |
| 张涵予   | 宋时轮 | 中国人民志愿军副司令员兼第九兵团司令员、政委 |              |
| 耿乐     | 杨营长 | 炮营营长                                     |              |
| 杜淳     | 张营长 | 率部攻打下碣隅里机场                         |              |

## 制作

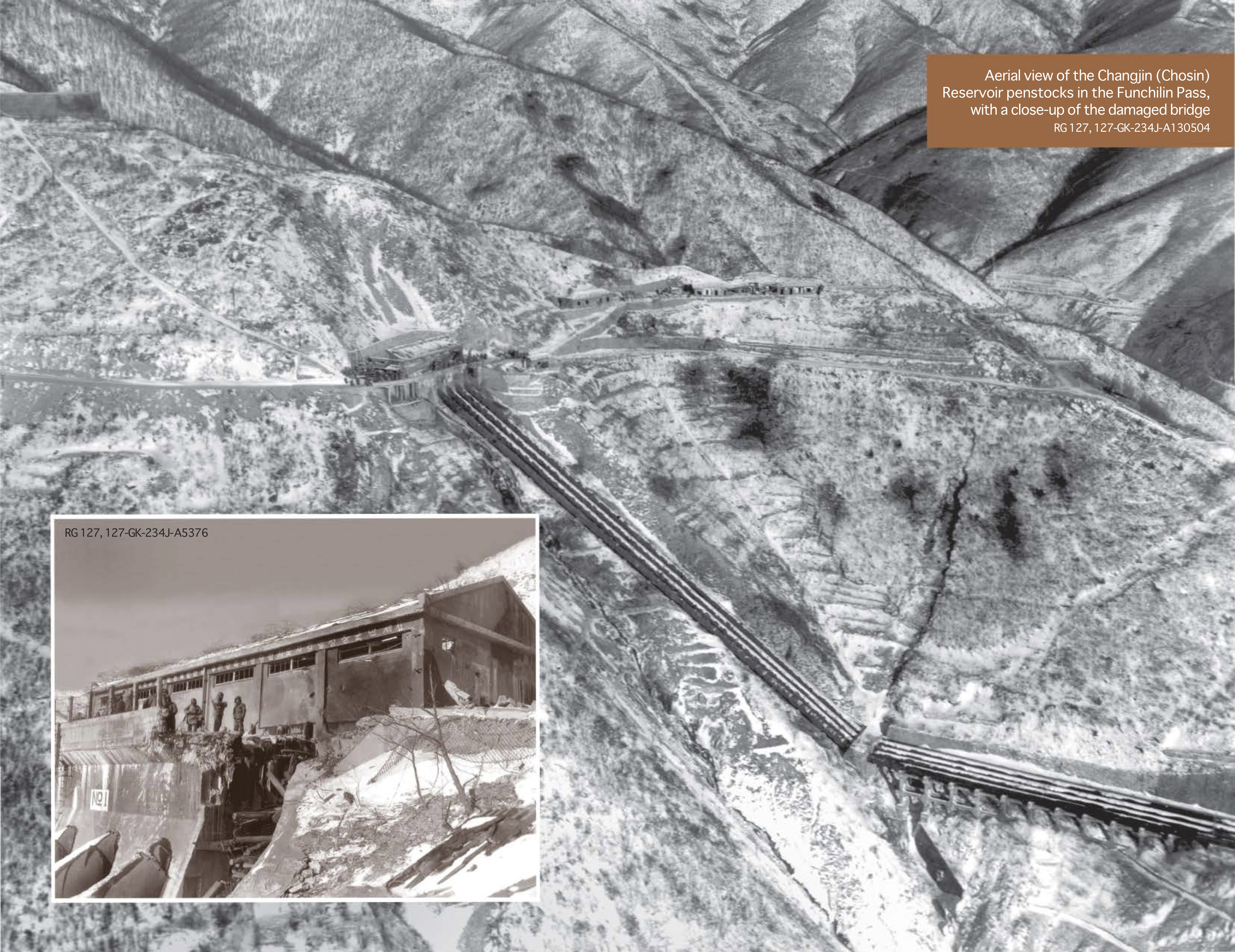
被炸斷的發電站水門橋

《长津湖之水门桥》采用背靠背形式制作，与前作《长津湖》在2021年初同一时间拍摄，部分戏份因季节变换的原因，延续到冬天拍摄。据博纳影业董事长于冬透露，《水门桥》“将把七连的故事完整呈现出来，让人们看到，他们为何被称作‘钢七连’”。
徐克導演拍攝的內容佔比90%以上，陳凱歌和林超賢導演的內容加起來不足10%。於是林超賢提出放棄導演署名權，因為不願意去搶徐克的功勞，陳凱歌之後也放棄導演署名。兩人則掛名監製。

## 上映
2022年1月13日，影片宣布定档大年初一（2月1日）上映，跻身贺岁档。影片终极预告片及宣传海报于1月14日发布。
2022年1月26日，多张微信聊天截图在网上流传。截图显示，浙江温州永嘉国大影院在大年初一仅为《水门桥》提供1场排片，浙江博纳影视制作有限公司于1月24日发布通知，称对排片感到震惊和遗憾，将暂停《水门桥》在首轮放映期间（2月1日至2月6日）与永嘉国大影院的合作，不提供首轮放映的密钥。随后，影院于25日发布致歉信，表示排片考虑不周。26日，博纳发布声明表示已收悉致歉函，将恢复和影院的合作。
| 上一届： 《穿過寒冬擁抱你》 | 2022年中国内地一周票房冠军 第5-10週 | 下一届： 《新蝙蝠侠》 |

## 奬項
| 年份 | 颁奖典礼                             | 奖项                     | 入圍者                           | 结果 |
| ---- | ------------------------------------ | ------------------------ | -------------------------------- | ---- |
| 2022 | 第十四屆澳門國際電影節               | 最佳影片                 | 《長津湖之水門橋》               | 獲獎 |
| 2022 | 第十四屆澳門國際電影節               | 最佳導演                 | 徐克                             | 提名 |
| 2022 | 第十四屆澳門國際電影節               | 最佳男主角               | 吳京                             | 提名 |
| 2022 | 第十四屆澳門國際電影節               | 最佳男配角               | 段奕宏                           | 提名 |
| 2022 | 第十四屆澳門國際電影節               | 最佳攝影                 | 高虎、謝忠道、丁豫、羅攀、黃永恆 | 提名 |
| 2023 | 第36屆華鼎獎                         | 華語最佳影片             | 《長津湖之水門橋》               | 獲獎 |
| 2023 | 第36屆華鼎獎                         | 華語電影最佳導演         | 徐克                             | 提名 |
| 2023 | 第41屆香港電影金像獎                 | 最佳動作設計             | 林峰、董瑋                       | 提名 |
| 2023 | 第41屆香港電影金像獎                 | 最佳音響效果             | Steve Burgess、王丹戎、尹杰      | 提名 |
| 2023 | 第41屆香港電影金像獎                 | 最佳視覺效果             | 徐克、楊文傑、王磊               | 提名 |
| 2024 | 中国电影导演协会2020年至2023年度表彰 | 年度港台导演（2022年度） | 徐克                             | 獲獎 |

## 相关作品
- 冰雪尖刀连